# Pedro el afortunado
Pedro el afortunado es una película de drama romántico danesa de 2018 dirigida por Bille August. La película está basada en la novela homónima cumbre de Henrik Pontoppidan,  el film está catalogado como uno de los mejores trabajos de Bille August que destaca en lo minuciosamente elaborado en cada nivel técnico, desde las localizaciones de Copenhague hasta el diseño de vestuario. Tanto los papeles principales como los extras están encarnados por sólidas actuaciones.

## Sinopsis
La película está ambientada a finales del siglo XIX cuando el personaje principal, Peter Sidenius (Esben Smed), un joven de buena apariencia, humilde condición, impulsivo, visionario y adelantando a su época decide ir en busca de su propia felicidad rompiendo lazos con su familia que lo quería para convertirlo en un clérigo siguiendo la tradición familiar.
Es aceptado para estudiar ingeniería civil en una universidad. Deja Jutlandia rural para ir a Copenhague, no sin antes romper los lazos con un padre autoritario y castigador, riguroso y cristiano, más específicamente de origen luterano. Sidenius perce odia a su padre y por ende el cristianismo, rechaza el regalo del reloj de bolsillo que le ofrece antes de marcharse. 
Pedro, seguro de sí mismo, libre de familia y de la religión cristiana, es pobre pero estudia mucho y aunque no consigue titularse totalmente adquiere las nociones matemáticas y experiencias técnicas de su profesión. 
En su mundo libre, Sidenius descubre que es atractivo para el sexo opuesto y saca partido de ello.
Peter, en busca de financiamiento, conoce en un bar a Iván Salomon, de una rica e influyente familia de banqueros judíos. A Iván le agrada este joven ingeniero  con características de genio, inteligente, apasionado y ambicioso y le gusta especialmente su gran proyecto de futuro revolucionario para aprovechar el agua y la energía eólica para desarrollar el país con electricidad y lo introduce en la familia Salomon. 
Ivan ayuda a Peter a adaptarse a su nuevo status,  a los intelectuales de libre pensamiento, el nuevo pensamiento político, los empresarios de clase adinerada, las reglas y expectativas culturales y la familia Salomon. 
Peter conoce a Jakobe Salomon (Katrine Greis-Rosenthal) y la pretende al saber que la dote que le corresponde es mayor que la de su atractiva hermana Nanny (Julie Christiansen), de quien inicialmente había recibido insinuaciones. Al principio Jakobe lo rechaza con firmeza; la atractiva y seria joven se pretende casar con Eybert (Rasmus Bjerg), un hombre judío un poco mayor que ella, rico y bien establecido. Al ver la determinación de Peter, Jakobe se enamora, rechaza a Eybert y comienzan un relación apasionada, única para ella. La gente empieza a referirse a Peter como "Pete el afortunado".
Peter rechaza cualquier ayuda del funcionario de gobierno que aprobaría sus proyectos por lo que estos son rechazados y el responde de manera grosera y orgullosa. Phillip (Tommy Kenter), el patriarca y cabeza de la familia Salomon, decide enviar a Peter a Austria para que siga sus estudios de ingeniería y para que otros académicos revisen sus planes y proyectos de infraestructura con energía eólica e hidráulica. En Austria, Peter es congratulado por su visión futurista y por el alcance de sus proyectos.
Jakobe rompe con las reglas sociales de la época y de su familia para ir a visitar a su prometido en Austria, intercambian palabras y actos de amor, y se embaraza.
Sin que Peter lo sepa, su madre viuda indigente se muda a Copenhague y le ruega que regrese a Cristo y a su nombre cristiano. Le entrega el reloj que su padre le dejó antes de morir, y le cuenta el valor sentimental que este objeto tenía para el, ya que representaba la humildad que sacude al soberbio con el tiempo. Peter se enoja y se marcha dejando el reloj atrás.
Se convoca una reunión de inversionistas para financiar los proyectos de Peter, encabezada por Phillip Salomon y todo avanza correctamente. Como último paso, el funcionario de gobierno que daría la aprobación es traído a la sala para que Peter le ofrezca una disculpa por su actitud anterior, pero Peter se niega y en cambio pide al ministro disculparse por haber herido su orgullo antes. Sin la aprobación gubernamental el proyecto es inviable y la arrogancia de Peter decepciona tanto a Phillip como a los demás inversionistas.
La madre de Peter muere y le deja el reloj de su padre con una carta de consejo. Después de rechazar la petición de su hermano Eberhardt para llevar el cuerpo de regreso a Jutlandia y enterrarlo junto a su padre, Peter accede.
Durante su estancia en el campo, Peter expresa al vicario local su pesar interno y el descontento que siente con su vida. Peter se fija en Inger, la hija del vicario y regresa a Copenhague para cancelar el compromiso matrimonial con Jakobe. Jakobe está devastada y no le dice a Peter de su embarazo. Peter ahora es rechazado por la sociedad de Copenhague, pierde todo favor o crédito económico con la clase afluyente y regresa a Jutlandia indigente. Jakobe se hace un aborto privado.
Peter se casa con Inger y tienen tres hijos pero sigue siendo infeliz, constantemente exigiendoles o regañandolos de manera similar a como su padre hacía con el. Peter pronto se aísla de su esposa e hijos. 
En Copenhague, Jakobe acepta que nunca tendrá hijos, toma lo que habría sido su herencia y abre una escuela benéfica para niños abandonados y huérfanos. En respuesta a una carta de Peter, ella viaja a Jutlandia para visitarlo por última vez. Él le dice que se está muriendo de cáncer y que tiene algunos ahorros, que desea donar para la escuela. También le pide que sus proyectos o planos se expongan para los alumnos.
En la escena final, Peter camina hacia la costa, en el mismo lugar donde inicia la película, en donde alguna vez celebró su admisión a la universidad.

## Valoración
- FilmAffinity= 6,4/10
- FilaSiete= 4/5
- Sensacine =3.5/5
- Decine =7,1/10